# Kończyn
Kończyn (595,5 m) – szczyt w masywie Czantorii Wielkiej w Beskidzie Śląskim. Znajduje się na jej północnym grzbiecie opadającym do zabudowanych terenów miasta Ustroń. Grzbiet ten oddziela potoki Groniki i Suchy (obydwa uchodzą do Wisły w Ustroniu).
Kończyn jest całkowicie porośnięty lasem. U jego podnóży jest nieczynny Kamieniołom pod Czatorią. Wschodnim stokiem Kończyna prowadzi szlak turystyczny:
 Ustroń – Kończyn – Czantoria Wielka. Odległość 4,7 km, suma podejść 620 m, czas przejścia 2:10 godz., z powrotem 1:10 godz.